# Martin Kranert
Martin Kranert (* 5. März 1955 in Stuttgart) ist ein deutscher Bauingenieur und Professor für Abfallwirtschaft und Abluft an der Universität Stuttgart.

## Werdegang
Kranert studierte ab 1975 Bauingenieurwesen an der Universität Stuttgart. 1981 schloss er das Studium als Diplomingenieur ab; bereits seine Diplomarbeit hatte Abfall zum Thema. Anschließend arbeitete er an der Universität Stuttgart am Institut für Siedlungswasserbau, Wassergüte- und Abfallwirtschaft. 1984 trat er in eine Ingenieursozietät mit Oktay Tabasaran ein und befasste sich dort mit Aufgaben der Abfallbehandlung. In seiner 1988 eingereichten Dissertation für den Dr.-Ing. befasste er sich mit dem Umsatz von thermischer Energie beim Kompostieren.
An der Fachhochschule Braunschweig/Wolfenbüttel richtete Kranert ab 1993 als Professor das Institut für Abfalltechnik und Umweltüberwachung ein. Parallel dazu arbeitete er in einem Technologieunternehmen praxisbezogen an Verfahrensoptimierung und Entsorgungstechnik. Im Oktober 2002 berief ihn die Universität Stuttgart als Nachfolger von Oktay Tabasaran auf den Lehrstuhl für Abfallwirtschaft und Abluft.  Von 2011 bis 2013 stand er seiner Fakultät als Dekan vor.

## Forschungsbereiche
Martin Kranerts Hauptarbeitsgebiet ist die Abfallwirtschaft von Kommunen und von Betrieben.
Dabei legt er besonders Augenmerk auf Biologische Methoden der Abfallbehandlung. Ziel seiner Arbeit ist die Etablierung eines dezentralen regionalen Nährstoffkreislaufs unter Bewahrung und Wiederverwertung von Nährstoffen anstelle der heutigen besonders bei biologischen Abfällen zentralisierten und auf Abtransport eingeengten Abfallwirtschaft. Dazu werden aus Kranerts Sicht neue Techniken benötigt wie Vakuumtoiletten und Unterdruckabsaugsysteme für Küchenabfälle.
Kranert befasst sich auch mit weiteren Aspekten biologischer Abfälle wie der Ermittlung der Menge und Qualität von Küchenabfällen und weggeworfenen Lebensmitteln und ihrer Reduzierung. Ein weiteres Arbeitsgebiet ist die Messung und die Kontrolle von Emissionen bei der Abfallbehandlung.

## Mitgliedschaften und Gremienarbeit
- Deutsches Institut für Normung (DIN)
- Verein Deutscher Ingenieure (VDI)
- Bund der Ingenieure für Wasserwirtschaft, Abfallwirtschaft und Kulturbau (BWK)
- Deutsche Vereinigung für Wasserwirtschaft, Abwasser und Abfall (DWA)
- Bundesgütegemeinschaft Kompost (BGK)
- European Compost Network[5]
- Deutsche Gesellschaft für Abfallwirtschaft
- Alumni-Netzwerk Kontakt Umweltschutztechnik Stuttgart[3]

Kranert koordiniert im Erasmus-Programm sechs europäische Universitäten. In der Entsorgungsgemeinschaft der Deutschen Entsorgungswirtschaft (EdDE) leitet er die Arbeitsgruppe Biologische Abfallbehandlung. Die internationale Zusammenarbeit förderte Kranert durch die sechsmalige Organisation der Deutsch-Türkischen Abfallkonferenz seit 2005; dazu kommt die Organisation weiterer Tagungen. Als Mitglied verschiedener Komitees ist Kranert auch außeruniversitär wissenschaftlich mit der Abfallbehandlung befasst.

## Schriften und Herausgeberschaften
Researchgate verzeichnet 113 Publikationen unter Beteiligung Kranerts. Seine Doktorarbeit und Bücher als Herausgeber:
- Freisetzung und Nutzung von thermischer Energie bei der Schlammkompostierung. Erich Schmidt, Bielefeld 1989, ISBN 978-3-503-02093-5 (Dissertation)
- Einführung in die Abfallwirtschaft. 4., vollständig aktualisierte und erweiterte Auflage. Vieweg und Teubner, Wiesbaden 2010, ISBN 978-3-8351-0060-2 (mit Klaus Cord-Landwehr)
- Einführung in die Kreislaufwirtschaft, 5. Auflage. Springer Vieweg, Wiesbaden 2017, ISBN 978-3-8348-1837-9

Seit 2003 hat Kranert 51 Bände der Stuttgarter Berichte zur Abfallwirtschaft herausgegeben. Er ist Mitglied des Herausgeberteams der Zeitschrift Müll + Abfall.